# KAAL
KAAL es la estación de televisión afiliada a la ABC, y que transmite para las zonas de Rochester (Minnesota), Austin (Minnesota) Mason City (Iowa). La televisora se ubica en Austin. Transmite su señal análoga en el canal VHF 6, y su señal digital en el canal UHF 33. Su transmisor se ubica cerca de Myrtle, Minnesota.

## Historia
KAAL salió al aire el 17 de agosto de 1953 como KMMT. Era propiedad de 3 ejecutivos de la zona de Austin que poseían la radio KAUS (1480 AM y 99.9 FM). La sigla no tenía ningún significado, ya que fue seleccionada al azar por la FCC de una lista de siglas. En 1954, luego de que KGLO-TV (actualmente KIMT) salió al aire, KMMT se convirtió en un afiliado exclusivo de ABC.
Blackhawk Broadcasting de la ciudad de Waterloo, Iowa compró KMMT y las estaciones KAUS en 1957. En 1968 la sigla del canal 6 se convirtió en KAUS-TV (por AUStin). En 1975, Blackhawk vendió KAUS-AM-FM, y KAUS-TV se convirtió en KAAL, representando la sigla a las ciudades de Austin y ALbert Lea (una ciudad cercana a Austin).
Blackhawk vendió KAAL a News-Press & Gazette Company (con sede en St. Joseph, Misuri) en 1980. Dix Communications compró la televisora 5 años después, y la vendió nuevamente, esta vez a Grapevine Communications en 1997. Grapevine fue renombrada como GOCOM en 2000.
Hubbard Broadcasting Corporation compró KAAL el 1 de enero de 2001. Hubbard Broadcasting actualmente posee todas las afiliadas a la ABC en Minnesota, incluyendo KSTP-TV (en Minneapolis y St. Paul) y WDIO-TV (en Duluth, Minnesota).